# Mill Island, Antarktis
Mill Island (norska: Mill-øya) är en ö i Antarktis. Den ligger i havet utanför Östantarktis. Australien gör anspråk på området. Arean är 1 260 kvadratkilometer.